# Melvin Bard
Melvin Michel Maxence Bard (Écully, 6 november 2000) is een Frans voetballer die doorgaans als linksback speelt. Hij verruilde Olympique Lyon in juli 2021 voor OGC Nice.

## Clubcarrière
Bard werd in 2016 opgenomen in de jeugdopleiding van Olympique Lyon. Hiervoor debuteerde hij op 6 december 2019 in het eerste elftal, tijdens een wedstrijd in de Ligue 1 tegen Nîmes. Dat bleef zijn enige wedstrijd dat seizoen. Coach Rudi Garcia gaf hem tijdens het seizoen 2020/21 regelmatig speeltijd, maar een doorbraak bleef uit. Bard verruilde Lyon in juli 2021 voor OGC Nice. Hier werd hij onder Christophe Galtier binnen een paar weken basisspeler. Hij bereikte in 2021/22 met Nice de finale van de Coupe de France, maar verloor hierin van Nantes. ZIjn ploeggenoten en hij werden datzelfde jaar vijfde in de Ligue. Bard debuteerde zodoende in augustus 2022 in een Europees toernooi, in de Conference League.

## Interlandcarrière
Bard maakte deel uit van alle Franse nationale jeugdselecties vanaf Frankrijk –17. Hij nam met Frankrijk –19 deel aan het EK –19 van 2019.